# Coupe d'Union soviétique de football 1990-1991
Navigation
Édition 1989-1990 Édition 1991-1992
La Coupe d'Union soviétique 1990-1991 est la 50e de la Coupe d'Union soviétique de football. Elle se déroule du 14 avril 1990 au 23 juin 1991.
Dans le contexte des débuts de la dislocation de l'Union soviétique à partir de 1990, la compétition est notamment marquée par les retraits des équipes issues des RSS de Géorgie (à l'exception notable du Dinamo Soukhoumi) et de Lituanie.
La finale se déroule le 23 juin 1991 au stade Lénine de Moscou et voit la victoire du CSKA Moscou, qui remporte sa cinquième coupe aux dépens de l'autre équipe moscovite du Torpedo Moscou. Ce succès lui permet par ailleurs de se qualifier pour le premier tour de la Coupe des coupes 1991-1992. Le CSKA réalise par la suite le doublé en remportant le championnat 1991 quelques mois plus tard.

## Format
Un total de 80 équipes prennent part à la compétition. Cela inclut les treize clubs de la première division 1990 ainsi que les vingt participants au deuxième échelon. Les autres équipes sont toutes issues de la troisième division. En raison de la situation économique de certains clubs, ainsi que la situation politique au sein de certaines républiques de l'Union soviétique, en particulier en Géorgie et en Lituanie, dans un contexte de contestation croissante du pouvoir central, plusieurs équipes se retirent en cours de tournoi.
La compétition se déroule sur sept phases, allant du premier tour jusqu'à la finale. Les équipes de première division font leur entrée en lice à l'occasion de la troisième phase, correspondant aux seizièmes de finale. Ce dernier tour ainsi que les huitièmes de finale prennent par ailleurs la forme de confrontations en deux manches tandis que les autres phases se déroulent sur un seul match.
La compétition suivant un calendrier sur deux années, contrairement à celui des championnats soviétiques qui s'inscrit sur une seule année, celle-ci se trouve de fait à cheval entre deux saisons de championnat ; ainsi pour certaines équipes promues ou reléguées à l'issue de la saison 1990, la division indiquée peut varier d'un tour à l'autre. Dans le cas particulier des participants de Géorgie et de Lituanie, qui boycottent l'intégralité des compétitions soviétiques avant le début de la saison 1990, aucune division n'est indiquée.

## Résultats

### Premier tour
L'intégralité des rencontres de ce tour sont jouées le 14 avril 1990. Sept confrontations sont annulées en raison des forfaits successifs de certains clubs.
| Date          | Locaux                        | Score                | Visiteurs                  |
| ------------- | ----------------------------- | -------------------- | -------------------------- |
| 14 avril 1990 | FK Drogobytch (D3)            | 2 - 1                | (D2) Metallourg Zaporojié  |
| 14 avril 1990 | Tselinnik Tselinograd (D3)    | 3 - 2                | (D3) Dinamo Barnaoul       |
| 14 avril 1990 | Torpedo Riazan (D3)           | 1 - 2                | (D2) Chinnik Iaroslavl     |
| 14 avril 1990 | Torpedo Vladimir (D3)         | 3 - 0                | (D3) Sokol Saratov         |
| 14 avril 1990 | Terek Grozny (D3)             | 1 - 0                | (D2) Spartak Vladikavkaz   |
| 14 avril 1990 | Sogdiana Djizak (D3)          | forfait              | (D2) Kouzbass Kemerovo     |
| 14 avril 1990 | SKA Rostov (D3)               | 3 - 2                | (D2) Dinamo Soukhoumi      |
| 14 avril 1990 | Okean Nakhodka (D3)           | forfait              | (D3) Zvezda Irkoutsk       |
| 14 avril 1990 | Novbakhor Namangan (D3)       | forfait              | (D2) Neftchi Bakou         |
| 14 avril 1990 | Neftianik Fergana (D3)        | 4 - 0                | (D2) Geolog Tioumen        |
| 14 avril 1990 | Meliorator Tchimkent (D3)     | 2 - 0                | (D2) Kaïrat Alma-Ata       |
| 14 avril 1990 | Machouk Piatigorsk (D3)       | forfait              | FK Batoumi                 |
| 14 avril 1990 | Krylia Sovetov Samara (D3)    | 1 - 1 ap (3 - 5 tab) | (D3) Gastello Oufa         |
| 14 avril 1990 | Kolkheti 1913 Poti            | abandon              | Sanavardo Samtredia        |
| 14 avril 1990 | Kolkheti Khobi                | forfait              | (D2) Dinamo Stavropol      |
| 14 avril 1990 | Zvezda Perm (D3)              | 5 - 0                | (D2) Fakel Voronej         |
| 14 avril 1990 | Daugava Riga (D3)             | 2 - 0                | (D3) Baltika Kaliningrad   |
| 14 avril 1990 | Vorskla Poltava (D3)          | 0 - 0 ap (4 - 1 tab) | (D3) Niva Vinnitsa         |
| 14 avril 1990 | Volyn Loutsk (D3)             | 1 - 2                | (D2) Tavria Simferopol     |
| 14 avril 1990 | Volgar Astrakhan (D3)         | forfait              | FK Koutaïssi               |
| 14 avril 1990 | Boukovina Tchernovtsy (D3)    | 2 - 0                | (D3) Niva Ternopol         |
| 14 avril 1990 | Alga Frounzé (D3)             | 2 - 1                | (D3) Vakhch Kourgan-Tioube |
| 14 avril 1990 | Karpaty Lvov (D3)             | 2 - 1                | (D2) Nistru Kichinev       |
| 14 avril 1990 | Oural Sverdlovsk (D3)         | 1 - 0                | (D2) Lokomotiv Gorki       |
| 14 avril 1990 | Traktor Pavlodar (D3)         | 2 - 0                | (D2) Pakhtakor Tachkent    |
| 14 avril 1990 | Tekstilchtchik Kamychine (D3) | 8 - 1                | (D2) Kotaïk Abovian        |
| 14 avril 1990 | SKA Odessa (D3)               | 0 - 0 ap (2 - 4 tab) | (D2) Zénith Léningrad      |
| 14 avril 1990 | Metallourg Lipetsk (D3)       | 3 - 0                | (D2) Rostselmach Rostov    |
| 14 avril 1990 | Kremen Krementchouk (D3)      | 1 - 0                | (D2) Tiras Tiraspol        |
| 14 avril 1990 | Dinamo Briansk (D3)           | 1 - 1 ap (4 - 5 tab) | (D2) Lokomotiv Moscou      |
| 14 avril 1990 | Tsement Novorossiisk (D3)     | 2 - 0                | (D3) Zaria Lougansk        |
| 14 avril 1990 | Zénith Ijevsk (D3)            | 2 - 0                | (D2) Kouban Krasnodar      |

### Deuxième tour
Les rencontres de ce tour sont jouées le 2 mai 1990, à l'exception du match Lokomotiv Moscou-Torpedo Vladimir qui est disputé le 9 septembre 1990.
Cinq confrontations sont finalement annulées en raison des forfaits successifs de certains clubs. Sans opposant, le Machouk Piatigorsk est quant à lui qualifié d'office pour le tour suivant.
| Date             | Locaux                        | Score                | Visiteurs                  |
| ---------------- | ----------------------------- | -------------------- | -------------------------- |
| 2 mai 1990       | Chinnik Iaroslavl (D2)        | 1 - 0                | (D3) Metallourg Lipetsk    |
| 2 mai 1990       | Tselinnik Tselinograd (D3)    | forfait              | (D3) Sogdiana Djizak       |
| 2 mai 1990       | Traktor Pavlodar (D3)         | forfait              | (D3) Okean Nakhodka        |
| 2 mai 1990       | Tekstilchtchik Kamychine (D3) | 6 - 0                | (D3) Volgar Astrakhan      |
| 2 mai 1990       | Tavria Simferopol (D2)        | 3 - 1 ap             | (D3) Boukovina Tchernovtsy |
| 2 mai 1990       | SKA Rostov (D3)               | 2 - 0 ap             | (D3) Tsement Novorossiisk  |
| 2 mai 1990       | Novbakhor Namangan (D3)       | 1 - 2                | (D3) Alga Frounzé          |
| 2 mai 1990       | Neftianik Fergana (D3)        | 6 - 0                | (D3) Meliorator Tchimkent  |
| 2 mai 1990       | Karpaty Lvov (D3)             | forfait              | (D3) Kremen Krementchouk   |
| 2 mai 1990       | Zénith Léningrad (D2)         | 1 - 0                | (D3) Vorskla Poltava       |
| 2 mai 1990       | Daugava Riga (D3)             | 4 - 1                | (D3) FK Drogobytch         |
| 2 mai 1990       | Gastello Oufa (D3)            | forfait              | (D3) Zvezda Perm           |
| 2 mai 1990       | Dinamo Stavropol (D2)         | forfait              | (D3) Terek Grozny          |
| 2 mai 1990       | Zénith Ijevsk (D3)            | 0 - 0 ap (2 - 4 tab) | (D3) Ouralmach Sverdlovsk  |
| 9 septembre 1990 | Lokomotiv Moscou (D2)         | 3 - 1                | (D3) Torpedo Vladimir      |

### Seizièmes de finale
Ce tour est disputé sous la forme de matchs aller-retour. Les matchs allers sont joués entre le 22 mai 1990 et le 20 juillet 1990 tandis que les rencontres retours se déroulent entre le 18 juillet et le 3 novembre 1990. Cette phase voit l'entrée en lice des clubs de la première division 1990.
Trois confrontations sont annulées en raison des retraits des clubs géorgiens de l'Iberia Tbilissi et du Guria Lantchkhouti ainsi que de l'équipe lituanienne du Žalgiris Vilnius. Le Dynamo Kiev, tenant du titre, est quant à lui éliminé à ce stade par le Tekstilchtchik Kamychine, s'étant notamment vu infligé une défaite technique à l'issue du match retour.
| Équipe 1                      | Score             | Équipe 2                    | Aller   | Retour        |
| ----------------------------- | ----------------- | --------------------------- | ------- | ------------- |
| Alga Frounzé (D3)             | 2 - 5             | (D1) Dniepr Dniepropetrovsk | 2 - 1   | 0 - 4         |
| Gastello Oufa (D3)            | 3 - 2             | (D1) Rotor Volgograd        | 3 - 1   | 0 - 1         |
| Daugava Riga (D3)             | 2 - 5             | (D1) Spartak Moscou         | 2 - 0   | 0 - 5         |
| Dinamo Stavropol (D2)         | forfait           | Iberia Tbilissi             | forfait | forfait       |
| Zénith Léningrad (D2)         | 1 - 4             | (D1) Torpedo Moscou         | 1 - 2   | 0 - 2         |
| Karpaty Lvov (D3)             | 2E - 2            | (D1) Metallist Kharkov      | 0 - 1   | 2 - 1         |
| Lokomotiv Moscou (D2)         | forfait           | Žalgiris Vilnius            | forfait | forfait       |
| Machouk Piatigorsk (D3)       | 1 - 4             | (D1) Tchernomorets Odessa   | 1 - 1   | 0 - 3         |
| Neftianik Fergana (D3)        | 1 - 5             | (D1) CSKA Moscou            | 0 - 2   | 1 - 3         |
| SKA Rostov (D3)               | 2 - 6             | (D1) Ararat Erevan          | 2 - 1   | 0 - 5         |
| Tavria Simferopol (D2)        | 1 - 4             | (D1) Dynamo Moscou          | 1 - 0   | 0 - 4         |
| Traktor Pavlodar (D3)         | 2 - 7             | (D1) Dinamo Minsk           | 2 - 3   | 0 - 4         |
| Ouralmach Sverdlovsk (D3)     | 5 - 5 (4 - 2 tab) | (D1) Pamir Douchanbé        | 3 - 2   | 2 - 3 ap      |
| Tselinnik Tselinograd (D3)    | 1 - 4             | (D1) Chakhtior Donetsk      | 0 - 2   | 1 - 2         |
| Chinnik Iaroslavl (D2)        | forfait           | Guria Lantchkhouti          | forfait | forfait       |
| Tekstilchtchik Kamychine (D3) | 3 - 0             | (D1) Dynamo Kiev            | 0 - 0   | 3 - 0 forfait |

1. ↑  Le match retour entre le Tekstilchtchik Kamychine et le Dynamo Kiev s'achève à l'origine sur une victoire 7-1 du Dynamo. Ce résultat est cependant changé par la suite en défaite technique, l'équipe victorieuse ayant aligné un joueur suspendu au cours de la rencontre.

### Huitièmes de finale
Ce tour est disputé sous la forme de matchs aller-retour. Les matchs allers sont joués entre les 11 et 13 novembre 1990 tandis que les rencontres retours se déroulent le 17 novembre 1990. La seule exception est la confrontation entre le Chinnik Iaroslavl et le Lokomotiv Moscou, qui est disputée au mois de mars 1991.
| Équipe 1                      | Score   | Équipe 2                    | Aller         | Retour  |
| ----------------------------- | ------- | --------------------------- | ------------- | ------- |
| Gastello Oufa (D3)            | 1 - 4   | (D3) Ouralmach Sverdlovsk   | 1 - 2         | 0 - 2   |
| Dinamo Minsk (D1)             | 4 - 2   | (D1) Chakhtior Donetsk      | 3 - 1         | 1 - 1   |
| Dinamo Stavropol (D2)         | 0 - 3   | (D1) Spartak Moscou         | 0 - 1         | 0 - 2   |
| Tekstilchtchik Kamychine (D3) | forfait | (D1) Ararat Erevan          | 1 - 1         | forfait |
| CSKA Moscou (D1)              | 6 - 3   | (D1) Dniepr Dniepropetrovsk | 4 - 1         | 2 - 2   |
| Torpedo Moscou (D1)           | 5 - 1   | (D3) Karpaty Lvov           | 2 - 0         | 3 - 1   |
| Dynamo Moscou (D1)            | 2 - 3   | (D1) Spartak Moscou         | 1 - 1         | 1 - 2   |
| Chinnik Iaroslavl (D2)        | 0 - 3   | (D2) Lokomotiv Moscou       | 0 - 3 forfait | 0 - 0   |

1. ↑  En raison d'une pelouse impraticable, le Chinnik Iaroslavl se voit infliger une défaite technique lors du match aller, qui aurait dû se dérouler dans son stade.

### Quarts de finale
Les rencontres de ce tour sont disputés entre le 1er mars et le 1er avril 1991.
| Date           | Locaux                | Score                | Visiteurs                 |
| -------------- | --------------------- | -------------------- | ------------------------- |
| 1er mars 1991  | Torpedo Moscou (D1)   | 0 - 0 ap (3 - 1 tab) | (D1) Spartak Moscou       |
| 3 mars 1991    | Ararat Erevan (D1)    | 1 - 0                | (D1) Tchernomorets Odessa |
| 5 mars 1991    | CSKA Moscou (D1)      | 4 - 1                | (D1) Dinamo Minsk         |
| 1er avril 1991 | Lokomotiv Moscou (D1) | 2 - 0                | (D2) Ouralmach Sverdlovsk |

### Demi-finales
Les rencontres de ce tour sont disputées le 10 mai 1991.
| Date        | Locaux                | Score                | Visiteurs          |
| ----------- | --------------------- | -------------------- | ------------------ |
| 10 mai 1991 | Torpedo Moscou (D1)   | 0 - 0 ap (7 - 6 tab) | (D1) Ararat Erevan |
| 10 mai 1991 | Lokomotiv Moscou (D1) | 0 - 3                | (D1) CSKA Moscou   |

### Finale
| ·              |                          |     |
| Titulaires :   |                          |     |
|                |                          |     |
|                | Mikhaïl Ieriomine (en)   |     |
|                | Dmitri Kuznetsov         |     |
|                | Sergueï Kolotovkine (en) |     |
|                | Dmitri Bystrov (en)      |     |
|                | Sergueï Fokine           | 70e |
|                | Mikhaïl Kolesnikov (en)  |     |
|                | Igor Korneïev            |     |
|                | Valeri Broshine          | 83e |
|                | Oleg Sergueïev           |     |
|                | Vladimir Tatarchouk      |     |
|                | Valeri Massalitine (en)  | 72e |
|                |                          |     |
| Remplaçants :  |                          |     |
|                | Sergueï Dmitriev         | 70e |
|                | Oleg Malioukov (en)      | 72e |
|                | Viktor Ianouchevski (en) | 83e |
|                |                          |     |
| Entraîneur :   |                          |     |
| Pavel Sadyrine |                          |     |

| ·               |                           |     |
| Titulaires :    |                           |     |
|                 |                           |     |
|                 | Valeri Sarytchev          |     |
|                 | Aleksandr Poloukarov (en) |     |
|                 | Andreï Kalaïtchev (en)    |     |
|                 | Andreï Afanasiev (en)     |     |
|                 | Alekseï Iouchkov (en)     |     |
|                 | Sergueï Choustikov        | 70e |
|                 | Igor Tchougaïnov          |     |
|                 | Iouri Tichkov (en)        |     |
|                 | Nikolaï Savitchev (en)    | 46e |
|                 | Oleg Chirinbekov (en)     |     |
|                 | Sergueï Agachkov (en)     |     |
|                 |                           |     |
| Remplaçants :   |                           |     |
|                 | Sergueï Grichine (en)     | 46e |
|                 | Iouri Matveïev            | 70e |
|                 |                           |     |
| Entraîneur :    |                           |     |
| Valentin Ivanov |                           |     |

| ·              |                          |     |
| Titulaires :   |                          |     |
|                |                          |     |
|                | Mikhaïl Ieriomine (en)   |     |
|                | Dmitri Kuznetsov         |     |
|                | Sergueï Kolotovkine (en) |     |
|                | Dmitri Bystrov (en)      |     |
|                | Sergueï Fokine           | 70e |
|                | Mikhaïl Kolesnikov (en)  |     |
|                | Igor Korneïev            |     |
|                | Valeri Broshine          | 83e |
|                | Oleg Sergueïev           |     |
|                | Vladimir Tatarchouk      |     |
|                | Valeri Massalitine (en)  | 72e |
|                |                          |     |
| Remplaçants :  |                          |     |
|                | Sergueï Dmitriev         | 70e |
|                | Oleg Malioukov (en)      | 72e |
|                | Viktor Ianouchevski (en) | 83e |
|                |                          |     |
| Entraîneur :   |                          |     |
| Pavel Sadyrine |                          |     |

| ·               |                           |     |
| Titulaires :    |                           |     |
|                 |                           |     |
|                 | Valeri Sarytchev          |     |
|                 | Aleksandr Poloukarov (en) |     |
|                 | Andreï Kalaïtchev (en)    |     |
|                 | Andreï Afanasiev (en)     |     |
|                 | Alekseï Iouchkov (en)     |     |
|                 | Sergueï Choustikov        | 70e |
|                 | Igor Tchougaïnov          |     |
|                 | Iouri Tichkov (en)        |     |
|                 | Nikolaï Savitchev (en)    | 46e |
|                 | Oleg Chirinbekov (en)     |     |
|                 | Sergueï Agachkov (en)     |     |
|                 |                           |     |
| Remplaçants :   |                           |     |
|                 | Sergueï Grichine (en)     | 46e |
|                 | Iouri Matveïev            | 70e |
|                 |                           |     |
| Entraîneur :    |                           |     |
| Valentin Ivanov |                           |     |